# 대니얼 캘러핸
대니얼 존 캘러핸(영어: Daniel John Callahan, 1930년 7월 19일~2019년 7월 16일)은 미국의 윤리학자이다. 생명윤리학 전문가로 헤이스팅스 센터를 설립하였다.

## 같이 보기
- 고령화 사회
- 안락사
- 연명의료
- 자원배분
- 낙태
- 노먼 대니얼스

## 참고 문헌
인터넷 웹사이트
- 뉴욕 타임즈 대니얼 캘러핸 부고